# フレダ (小惑星)
フレダ (1093 Freda) は、小惑星帯の小惑星である。ヴェニアミン・ジェコフスキーがアルジェのブーザレアー天文台で発見した。
鉱山・土木技師でボルドーの大学院理学研究科の後援者だったフレッド・プレヴォーに因んで名付けられた。
2005年12月に茨城県で掩蔽が観測された。